# Kanton La Ravoire
Kanton La Ravoire (francouzsky Canton de La Ravoire) je francouzský kanton v departementu Savojsko v regionu Rhône-Alpes. Tvoří ho pět obcí.

## Obce kantonu
- Barberaz
- Challes-les-Eaux
- La Ravoire
- Saint-Baldoph
- Saint-Jeoire-Prieuré